# Сахалин
Сахалин (рус. Сахалин, јап. 樺太島) острво је у Пацифику, на далеком истоку Русије, северно од Јапана. На северу од Сахалина је Охотско море, док је на југу Јапанско море. Од обале континенталне Русије раздваја га уски мореуз Мамија који се зими леди. Од јапанског острва Хокаидо Сахалин раздваја мореуз Ла Перуз. Острво је дуго око 948 километара у правцу север-југ, а широко између 26 и 160 километара. Површина му је 76.400 , и по томе је Сахалин највеће острво Русије. Највиши врх је на 1.609 метара. Острво је углавном покривено четинарским шумама. Животињски свет је богат, а највише има: медведа, лисица, видри, самура, ирваса и лососа.
По попису из 2010. на острву је живело 497.973 људи. Од њих, 85% је Руса, а остало су Корејци (5,6%), Украјинци (4,0%) и други. Аутохтони народи острва су Аини (југ), Ороци (средишњи део) и Нивхи (север). Административно, острво представља највећи део Сахалинске области, чији је главни град Јужно-Сахалинск (181.727 становника 2010). На острву се налазе веома значајне резерве нафте и земног гаса.
Сахалин су присвајали Русија и Јапан током 19. и 20. века. Ови спорови су понекад укључивали војне сукобе и поделе острва између две силе. Године 1875, Јапан је уступио своје захтеве Русији у замену за северни део Курилских острва. Године 1905, након Руско-јапанског рата, острво је подељено, при чему је југ припадао Јапану. Русија је успоставила контролу над читавим острвом заузимањем јапанског дела - као и свих Курилских острва - у посљедњим данима Другог светског рата 1945. године. Јапан више не полаже право ни над једним делом Сахалина, мада још увек сматра да су четири јужна Курилска острва његова територија. Када су Јапанци исељени са острва 1949. године, већина аинског становништва са Сахалина, преселила се на Хокаидо, јапанско острво које се налази јужно од Сахалина и удаљено само 43 km.

## Историја
Од 19. века Сахалин је била руска кажњеничка колонија. Затвореници и њихово потомство су формирали главнину становништва острва.
До 1855. није се постављало питање суверенитета над Сахалином. Те године је склопљен уговор о миру и трговини између Јапана и Русије, по коме је ово острво остало заједничко мешовито подручје на коме су живели Јапанци, Руси, и домородачки народи Аини и Ороци.
Јапан и Русија су 1875. склопили Уговор из Санкт Петербурга. По овом споразуму, Русија је стекла суверенитет над Сахалином, а Јапан над Курилским острвима, све до Камчатке.
Као последица пораза Русије у Руско-јапанском рату из 1904-1905, 1905. закључен је Уговор из Портсмута, по коме је област јужно од 50-е паралеле припала Јапану. Град Тојохара (Јужно-Сахалинск) је био главни град јапанског јужног Сахалина (префектура Карафуто).
За време Другог светског рата Јапанци су на острву изградили железницу и другу инфраструктуру. Совјетски Савез је објавио рат Јапану 8. августа 1945. Царска јапанска војска је капитулирала 15. августа, али је на фронту ка совјетским снагама ова капитулација каснила. Црвена армија је до 5. септембра заузела цео Сахалин и Курилска острва. У овом напредовању је погинуло око 8.000 совјетских војника и официра. Око 400.000 Јапанаца је депортовано са острва након рата, укључујући народ Аину. Од августа 1948. до новембра 1954. на острву је постојао логор за заробљенике (до 15.900 људи), који су радили на градњи нафтовода.
Мировним уговором из Сан Франциска, од 8. септембра 1951, Јапан је препустио суверенитет над Сахалином и већим делом Курилских острва Совјетском Савезу.
Совјетски авиони ловци су 1. септембра 1983. над Сахалином оборили јужнокорејски цивилни авион Боинг 747 (лет KAL 007), јер је повредио совјетски ваздушни простор. Тада је погинуло 240 путника и 29 чланова посаде.
До 1991. острво је била специјална војна зона, са ограниченим правима приступа. И данас се издају посебне дозволе за посету одређеним деловима острва.
Дана 28. маја 1995, земљотрес јачине 7,5 степени погодио је град Нефтегорск на Сахалину. Тада је погинуло 2.000 до 3.500 људи.

## Привреда
Године 1996, откривено је да у обалном подручју Сахалина, на површини од 20.000 km², постоје залихе од 700 милиона тона нафте и 2,500 милијарди  земног гаса, што је слично резервама у Северном мору. Русија је 2004. са Јапаном потписала уговор о продаји земног гаса у течном стању.

## Географија
Сахалин је од копна одвојен уским и плитким Тартарским мореузом, који се зими често смрзава у свом ужем делу, а од Хокаида, у Јапану, мореузом Соја или Ла Перуз. Сахалин је највеће острво у Русији, дугачко 948 km (589 mi) и широко од 25—170 km (16—106 mi), са површином од 72.492 km2 (27.989 sq mi). Лежи на сличним географским ширинама као Енглеска, Велс и Ирска.
Његова орографија и геолошка структура су несавршено познате. Једна теорија је да је Сахалин настао из лука острва Сахалин. Скоро две трећине Сахалина је планинско. Два паралелна планинска венца прелазе га од севера ка југу, достижући висину од 600 – 1500. Западни Сахалин има врх на планини Ичара, 1.481 m (4.859 ft), док је највиши врх Источног Сахалина, планина Лопатин, са 1.609 m (5.279 ft) највиша је планина острва. Долина Тим-Поронајскаја раздваја два венца. Сусуанајски и Тонино-Анивски ланци прелазе острво на југу, док мочварна северно-сахалинска равница заузима већи део његовог севера.
Кристалне стене избијају на неколико ртова; кречњак из периода креде, који садрже обилну и специфичну фауну гигантских амонита, јављају се у Дуију на западној обали; и терцијарни конгломерати, пешчари, лапорци и глине, наборани каснијим преокретима, налазе се у многим деловима острва. Глине, које садрже слојеве доброг угља и богату фосилизовану вегетацију, показују да је током миоценског периода Сахалин чинио део континента који је обухватао северну Азију, Аљаску и Јапан, и да је уживао у релативно топлој клими. Плиоценске наслаге садрже фауну мекушаца која је више арктичка од оне која постоји у овом тренутку, што указује да је веза између Тихог и Арктичког океана вероватно била шира него што је сада.
Главне реке: Тим, дуга 330 km (205 mi) и пловна сплавовима и лаким чамцима у дужини од 80 km (50 mi), тече на север и североисток са бројним брзацима и плићацима и улази у Охотско море. Поронај тече југ-југоисток до Залива Стрпљења или залива Шичиро, на југоисточној обали. Три друга мала потока улазе у широки полукружни залив Анива или залив Хигашифушими на јужном крају острва.
Најсевернија тачка Сахалина је рт Елизабет на полуострву Шмит, док је рт Крилон најјужнија тачка острва.
Сахалин има два мања острва повезана са њим, острво Монерон и острво Уш. Монерон, једина копнена маса у Татарском мореузу, дуга 7,2 km (4,5 mi) и широка 5,6 km (3,5 mi), удаљена је око 24 nmi (44 km) западно од најближе обале Сахалина и41 nmi (76 km) од лучког града Невелска. Острво Уш је острво на северној обали Сахалина.
- Сахалин и околина.
- Рт Великан, Сахалин
- Горски гребен Жданко

## Демографија
Почетком 20. века око 32.000 Руса (од којих преко 22.000 осуђеника) насељавало је Сахалин заједно са неколико хиљада домородаца. У 2010. години, становништво острва је бројало 497.973, од којих су 83% били етнички Руси, а затим око 30.000 Корејаца (5,5%). Мање националне мањине били су Аини, Украјинци, Татари, Јакути и Евенки. Домаће становништво тренутно се састоји од око 2.000 Нивхика и 750 Орока. Нивхи на северу издржавају се риболовом и ловом. У 2008. било је 6.416 рођених и 7.572 умрлих.
Административни центар области, Јужни Сахалинск, град са око 175.000 становника, има велику корејску мањину, која се обично назива Сахалински Корејци, које су Јапанци насилно довели током Другог светског рата да раде у рудницима угља. Већина становништва живи у јужној половини острва, са средиштем углавном око Јужног Сахалинска и две луке, Холмск и Корсаков (по око 40.000 становника свака).
Око 400.000 јапанских становника Сахалина (укључујући јапанске аутохтоне Аине) који још нису били евакуисани током рата депортовани су након инвазије јужног дела острва од стране Совјетског Савеза 1945. на крају Другог светског рата.

## Клима
Охотско море обезбеђује да Сахалин има хладну и влажну климу, у распону од влажне континенталне (Кепен Dfb) на југу до субарктичке (Dfc) у центру и северу. Поморски утицај чини лета много хладнијим него у градовима сличне географске ширине као што су Харбин или Иркутск, али чини зиме много снежнијим и неколико степени топлијим него у унутрашњим источноазијским градовима на истој географској ширини. Лета су магловита са мало сунца.
Падавине су обилне, због јаких ветрова на копну током лета и велике учесталости олуја у северном Пацифику које утичу на острво у јесен. Оне се крећу од око 500 mm (20 in) на северозападној обали до преко 1.200 mm (47 in) у јужним планинским регионима. За разлику од унутрашње источне Азије са њеним израженим летњим максимумом, ветрови са обале обезбеђују да Сахалин има падавине током целе године са врхунцем у јесен.